# 2639 Planman
2639 Planman è un asteroide della fascia principale. Scoperto nel 1940, presenta un'orbita caratterizzata da un semiasse maggiore pari a 2,4461964 UA e da un'eccentricità di 0,1912787, inclinata di 9,66346° rispetto all'eclittica.